# 17e étape du Tour d'Italie 2018
Pour un article plus général, voir Tour d'Italie 2018.
La 17e étape du Tour d'Italie 2018 se déroule le mercredi 23 mai 2018, entre Riva del Garda et Iseo sur une distance de 149,5 km. Elle est remportée au sprint par le coureur italien Elia Viviani, de l'équipe Quick-Step Floors. Le Britannique Simon Yates (Mitchelton-Scott) conserve la première place du classement général.

## Déroulement de la course
L'étape est animée par de nombreuses échappées et tentatives d'échappée. L'équipe Bora-Hansgrohe est cependant présente en tête du peloton dès les premiers kilomètres et empêche les coureurs attaquant de prendre une avance conséquente. Aucune échappée ne parvient à creuser un écart de plus d'une minute et demie. Luis León Sánchez (Astana) prend part à plusieurs offensives. Plusieurs membres de l'équipe Sky sont également présents à l'avant de la course. En fin d'étape, l'équipe Lotto NL-Jumbo se joint à Bora-Hansgrohe pour contrôler le peloton. L'équipe Quick-Step Floors et son sprinteur Elia Viviani n'apparaissent aux premiers postes que dans les derniers kilomètres.
Le peloton arrive groupé et Danny van Poppel (Lotto NL-Jumbo) lance le sprint. Elia Viviani, calé derrière son équipier Fabio Sabatini, se lance derrière Van Poppel, le dépasse et s'impose sans difficulté devant Sam Bennett (Bora-Hansgrohe) et Niccolo Bonifazio (Bahrain-Merida). C'est la quatrième victoire d'étape de Viviani sur ce Giro. Il renforce sa première place au classement par points. Le classement général ne connaît pas de changement important.

## Résultats

### Classement de l'étape
| \| Classement de l'étape \| Classement de l'étape \| Classement de l'étape \| Classement de l'étape \| Classement de l'étape \| \| Coureur \| Coureur \| Pays \| Équipe \| Temps \| \| --------------------- \| --------------------- \| --------------------- \| --------------------------- \| --------------------- \| \| 1er \| Elia Viviani \| Italie \| Quick-Step Floors \| 3 h 19 min 57 s \| \| 2e \| Sam Bennett \| Irlande \| Bora-Hansgrohe \| + 0 s \| \| 3e \| Niccolò Bonifazio \| Italie \| Bahrain-Merida \| + 0 s \| \| 4e \| Danny van Poppel \| Pays-Bas \| LottoNL-Jumbo \| + 0 s \| \| 5e \| Jens Debusschere \| Belgique \| Lotto-Soudal \| + 0 s \| \| 6e \| Kristian Sbaragli \| Italie \| Israel Cycling Academy \| + 0 s \| \| 7e \| Jempy Drucker \| Luxembourg \| BMC Racing Team \| + 0 s \| \| 8e \| Sacha Modolo \| Italie \| EF Education First-Drapac \| + 0 s \| \| 9e \| Andrea Vendrame \| Italie \| Androni Giocattoli-Sidermec \| + 0 s \| \| 10e \| José Gonçalves \| Portugal \| Katusha-Alpecin \| + 0 s \| |                   |            |                             |                 |
| |                   |            |                             |                 |
| Source : ProCyclingStats |                   |            |                             |                 |
| Classement de l'étape |                   |            |                             |                 |
| Coureur | Coureur           | Pays       | Équipe                      | Temps           |
| 1er | Elia Viviani      | Italie     | Quick-Step Floors           | 3 h 19 min 57 s |
| 2e | Sam Bennett       | Irlande    | Bora-Hansgrohe              | + 0 s           |
| 3e | Niccolò Bonifazio | Italie     | Bahrain-Merida              | + 0 s           |
| 4e | Danny van Poppel  | Pays-Bas   | LottoNL-Jumbo               | + 0 s           |
| 5e | Jens Debusschere  | Belgique   | Lotto-Soudal                | + 0 s           |
| 6e | Kristian Sbaragli | Italie     | Israel Cycling Academy      | + 0 s           |
| 7e | Jempy Drucker     | Luxembourg | BMC Racing Team             | + 0 s           |
| 8e | Sacha Modolo      | Italie     | EF Education First-Drapac   | + 0 s           |
| 9e | Andrea Vendrame   | Italie     | Androni Giocattoli-Sidermec | + 0 s           |
| 10e | José Gonçalves    | Portugal   | Katusha-Alpecin             | + 0 s           |

### Points attribués
|   | Cycliste         | Pays     | Équipe                        | Points |
| - | ---------------- | -------- | ----------------------------- | ------ |
| 1 | Marco Frapporti  | Italie   | Androni Giocattoli-Sidermec   | 20     |
| 2 | Darwin Atapuma   | Colombie | UAE Emirates                  | 12     |
| 3 | Giuseppe Fonzi   | Italie   | Wilier Triestina-Selle Italia | 8      |
| 4 | Lars Bak         | Danemark | Lotto Fix All                 | 6      |
| 5 | Davide Ballerini | Italie   | Androni Giocattoli-Sidermec   | 4      |
| 6 | Maxim Belkov     | Russie   | Katusha-Alpecin               | 3      |
| 7 | Mirco Maestri    | Italie   | Bardiani CSF                  | 2      |
| 8 | Elia Viviani     | Italie   | Quick-Step Floors             | 1      |

|   | Cycliste             | Pays      | Équipe                 | Points | Bonif |
| - | -------------------- | --------- | ---------------------- | ------ | ----- |
| 1 | Wout Poels           | Pays-Bas  | Sky                    | 20     | 3 s   |
| 2 | Luis León Sánchez    | Espagne   | Astana                 | 12     | 2 s   |
| 3 | Ben Hermans          | Belgique  | Israel Cycling Academy | 8      | 1 s   |
| 4 | Alessandro De Marchi | Italie    | BMC Racing             | 6      |       |
| 5 | Simone Andreetta     | Italie    | Bardiani CSF           | 4      |       |
| 6 | Enrico Barbin        | Italie    | Bardiani CSF           | 3      |       |
| 7 | Elia Viviani         | Italie    | Quick-Step Floors      | 2      |       |
| 8 | Andreas Schillinger  | Allemagne | Bora-Hansgrohe         | 1      |       |

- Sprint final d'Iseo (km 155) :

|    | Cycliste          | Pays           | Équipe                      | Points | Bonif |
| -- | ----------------- | -------------- | --------------------------- | ------ | ----- |
| 1  | Elia Viviani      | Italie         | Quick-Step Floors           | 50     | 10 s  |
| 2  | Sam Bennett       | Irlande        | Bora-Hansgrohe              | 35     | 6 s   |
| 3  | Niccolò Bonifazio | Italie         | Bahrain-Merida              | 25     | 4 s   |
| 4  | Danny van Poppel  | Pays-Bas       | Lotto NL-Jumbo              | 18     |       |
| 5  | Jens Debusschere  | Belgique       | Lotto Fix All               | 14     |       |
| 6  | Kristian Sbaragli | Italie         | Israel Cycling Academy      | 12     |       |
| 7  | Jempy Drucker     | Luxembourg     | BMC Racing                  | 10     |       |
| 8  | Sacha Modolo      | Italie         | EF Education First-Drapac   | 8      |       |
| 9  | Andrea Vendrame   | Italie         | Androni Giocattoli-Sidermec | 7      |       |
| 10 | José Gonçalves    | Portugal       | Katusha-Alpecin             | 6      |       |
| 11 | Ryan Gibbons      | Afrique du Sud | Dimension Data              | 5      |       |
| 12 | Matej Mohorič     | Slovénie       | Bahrain-Merida              | 4      |       |
| 13 | Manuele Mori      | Italie         | UAE Emirates                | 3      |       |
| 14 | Marco Marcato     | Italie         | UAE Emirates                | 2      |       |
| 15 | Alexandre Geniez  | France         | AG2R La Mondiale            | 1      |       |

### Cols et côtes
- Côte de Lodrino, 3e catégorie (km 71,5) :

|   | Cycliste         | Pays     | Équipe                 | Points |
| - | ---------------- | -------- | ---------------------- | ------ |
| 1 | Alexandre Geniez | France   | AG2R La Mondiale       | 7      |
| 2 | Wout Poels       | Pays-Bas | Sky                    | 4      |
| 3 | Kenny Elissonde  | France   | Sky                    | 2      |
| 3 | Ben Hermans      | Belgique | Israel Cycling Academy | 1      |

## Classements à l'issue de l'étape

### Classement général
| \| Classement général \| Classement général \| Classement général \| Classement général \| Classement général \| \| Coureur \| Coureur \| Pays \| Équipe \| Temps \| \| ------------------ \| ------------------ \| ------------------ \| ------------------ \| ------------------ \| \| 1er \| Simon Yates \| Royaume-Uni \| Mitchelton-Scott \| 69 h 59 min 11 s \| \| 2e \| Tom Dumoulin \| Pays-Bas \| Team Sunweb \| + 56 s \| \| 3e \| Domenico Pozzovivo \| Italie \| Bahrain-Merida \| + 3 min 11 s \| \| 4e \| Christopher Froome \| Royaume-Uni \| Team Sky \| + 3 min 50 s \| \| 5e \| Thibaut Pinot \| France \| Groupama-FDJ \| + 4 min 19 s \| \| 6e \| Rohan Dennis \| Australie \| BMC Racing Team \| + 5 min 04 s \| \| 7e \| Miguel Ángel López \| Colombie \| Astana \| + 5 min 37 s \| \| 8e \| Pello Bilbao \| Espagne \| Astana \| + 6 min 02 s \| \| 9e \| Richard Carapaz \| Équateur \| Movistar Team \| + 6 min 07 s \| \| 10e \| George Bennett \| Nouvelle-Zélande \| LottoNL-Jumbo \| + 7 min 01 s \| |                    |                  |                  |                  |
| |                    |                  |                  |                  |
| Source : ProCyclingStats |                    |                  |                  |                  |
| Classement général |                    |                  |                  |                  |
| Coureur | Coureur            | Pays             | Équipe           | Temps            |
| 1er | Simon Yates        | Royaume-Uni      | Mitchelton-Scott | 69 h 59 min 11 s |
| 2e | Tom Dumoulin       | Pays-Bas         | Team Sunweb      | + 56 s           |
| 3e | Domenico Pozzovivo | Italie           | Bahrain-Merida   | + 3 min 11 s     |
| 4e | Christopher Froome | Royaume-Uni      | Team Sky         | + 3 min 50 s     |
| 5e | Thibaut Pinot      | France           | Groupama-FDJ     | + 4 min 19 s     |
| 6e | Rohan Dennis       | Australie        | BMC Racing Team  | + 5 min 04 s     |
| 7e | Miguel Ángel López | Colombie         | Astana           | + 5 min 37 s     |
| 8e | Pello Bilbao       | Espagne          | Astana           | + 6 min 02 s     |
| 9e | Richard Carapaz    | Équateur         | Movistar Team    | + 6 min 07 s     |
| 10e | George Bennett     | Nouvelle-Zélande | LottoNL-Jumbo    | + 7 min 01 s     |

### Classement du meilleur jeune
| Classement du meilleur jeune | Classement du meilleur jeune | Classement du meilleur jeune | Classement du meilleur jeune | Classement du meilleur jeune |
| Coureur                      | Coureur                      | Pays                         | Équipe                       | Temps                        |
| ---------------------------- | ---------------------------- | ---------------------------- | ---------------------------- | ---------------------------- |
| 1er                          | Miguel Ángel López           | Colombie                     | Astana                       | 70 h 04 min 48 s             |
| 2e                           | Richard Carapaz              | Équateur                     | Movistar Team                | + 30 s                       |
| 3e                           | Ben O'Connor                 | Australie                    | Dimension Data               | + 1 min 56 s                 |
| 4e                           | Sam Oomen                    | Pays-Bas                     | Team Sunweb                  | + 2 min 28 s                 |
| 5e                           | Maximilian Schachmann        | Allemagne                    | Quick-Step Floors            | + 32 min 29 s                |
| 6e                           | Fausto Masnada               | Italie                       | Androni Giocattoli-Sidermec  | + 36 min 22 s                |
| 7e                           | Jack Haig                    | Australie                    | Mitchelton-Scott             | + 38 min 16 s                |
| 8e                           | Matej Mohorič                | Slovénie                     | Bahrain-Merida               | + 43 min 31 s                |
| 9e                           | Valerio Conti                | Italie                       | UAE Team Emirates            | + 43 min 32 s                |
| 10e                          | Felix Großschartner          | Autriche                     | Bora-Hansgrohe               | + 46 min 23 s                |

### Classement aux points
| Classement par points | Classement par points | Classement par points | Classement par points         | Classement par points |
| Coureur               | Coureur               | Pays                  | Équipe                        | Points                |
| --------------------- | --------------------- | --------------------- | ----------------------------- | --------------------- |
| 1er                   | Elia Viviani          | Italie                | Quick-Step Floors             | 290 pts               |
| 2e                    | Sam Bennett           | Irlande               | Bora-Hansgrohe                | 232 pts               |
| 3e                    | Simon Yates           | Royaume-Uni           | Mitchelton-Scott              | 113 pts               |
| 4e                    | Sacha Modolo          | Italie                | EF Education First-Drapac     | 110 pts               |
| 5e                    | Marco Frapporti       | Italie                | Androni Giocattoli-Sidermec   | 109 pts               |
| 6e                    | Danny van Poppel      | Pays-Bas              | LottoNL-Jumbo                 | 107 pts               |
| 7e                    | Davide Ballerini      | Italie                | Androni Giocattoli-Sidermec   | 102 pts               |
| 8e                    | Niccolò Bonifazio     | Italie                | Bahrain-Merida                | 93 pts                |
| 9e                    | Eugert Zhupa          | Albanie               | Wilier Triestina-Selle Italia | 64 pts                |
| 10e                   | Tom Dumoulin          | Pays-Bas              | Team Sunweb                   | 63 pts                |

### Classement du meilleur grimpeur
| Classement de la montagne | Classement de la montagne | Classement de la montagne | Classement de la montagne   | Classement de la montagne |
| Coureur                   | Coureur                   | Pays                      | Équipe                      | Points                    |
| ------------------------- | ------------------------- | ------------------------- | --------------------------- | ------------------------- |
| 1er                       | Simon Yates               | Royaume-Uni               | Mitchelton-Scott            | 91 pts                    |
| 2e                        | Giulio Ciccone            | Italie                    | Bardiani CSF                | 52 pts                    |
| 3e                        | Esteban Chaves            | Colombie                  | Mitchelton-Scott            | 47 pts                    |
| 4e                        | Thibaut Pinot             | France                    | Groupama-FDJ                | 46 pts                    |
| 5e                        | Christopher Froome        | Royaume-Uni               | Team Sky                    | 36 pts                    |
| 6e                        | Domenico Pozzovivo        | Italie                    | Bahrain-Merida              | 36 pts                    |
| 7e                        | Fausto Masnada            | Italie                    | Androni Giocattoli-Sidermec | 35 pts                    |
| 8e                        | Valerio Conti             | Italie                    | UAE Team Emirates           | 33 pts                    |
| 9e                        | Matteo Montaguti          | Italie                    | AG2R La Mondiale            | 29 pts                    |
| 10e                       | Richard Carapaz           | Équateur                  | Movistar Team               | 27 pts                    |

### Classements par équipes
| Classement par équipes | Classement par équipes | Classement par équipes | Classement par équipes |
| Équipe                 | Équipe                 | Pays                   | Temps                  |
| ---------------------- | ---------------------- | ---------------------- | ---------------------- |
| 1re                    | Sky                    | Royaume-Uni            | 210 h 19 min 30 s      |
| 2e                     | Astana                 | Kazakhstan             | + 8 min 36 s           |
| 3e                     | Mitchelton-Scott       | Australie              | + 10 min 12 s          |
| 4e                     | Bora-Hansgrohe         | Allemagne              | + 33 min 10 s          |
| 5e                     | Groupama-FDJ           | France                 | + 33 min 10 s          |
| 6e                     | Movistar Team          | Espagne                | + 38 min 54 s          |
| 7e                     | AG2R La Mondiale       | France                 | + 39 min 57 s          |
| 8e                     | Team Sunweb            | Allemagne              | + 48 min 09 s          |
| 9e                     | Dimension Data         | Afrique du Sud         | + 57 min 56 s          |
| 10e                    | UAE Team Emirates      | Émirats arabes unis    | + 1 h 13 min 46 s      |

| Classement par équipes | Classement par équipes | Classement par équipes | Classement par équipes |
| Équipe                 | Équipe                 | Pays                   | Temps                  |
| ---------------------- | ---------------------- | ---------------------- | ---------------------- |
| 1re                    | Sky                    | Royaume-Uni            | 210 h 19 min 30 s      |
| 2e                     | Astana                 | Kazakhstan             | + 8 min 36 s           |
| 3e                     | Mitchelton-Scott       | Australie              | + 10 min 12 s          |
| 4e                     | Bora-Hansgrohe         | Allemagne              | + 33 min 10 s          |
| 5e                     | Groupama-FDJ           | France                 | + 33 min 10 s          |
| 6e                     | Movistar Team          | Espagne                | + 38 min 54 s          |
| 7e                     | AG2R La Mondiale       | France                 | + 39 min 57 s          |
| 8e                     | Team Sunweb            | Allemagne              | + 48 min 09 s          |
| 9e                     | Dimension Data         | Afrique du Sud         | + 57 min 56 s          |
| 10e                    | UAE Team Emirates      | Émirats arabes unis    | + 1 h 13 min 46 s      |

| Classement par équipes aux points | Classement par équipes aux points | Classement par équipes aux points | Classement par équipes aux points |
| Équipe                            | Équipe                            | Pays                              | Points                            |
| --------------------------------- | --------------------------------- | --------------------------------- | --------------------------------- |

| Classement par équipes aux points | Classement par équipes aux points | Classement par équipes aux points | Classement par équipes aux points |
| Équipe                            | Équipe                            | Pays                              | Points                            |
| --------------------------------- | --------------------------------- | --------------------------------- | --------------------------------- |

## Abandons
- 104 -  Victor Campenaerts (Lotto Fix All) : non-partant
- 107 -  Tosh Van der Sande (Lotto Fix All) : abandon
- 141 -  Louis Meintjes (Dimension Data) : non-partant